# Куккосеноя
Куккосеноя — река в Мурманской области России. Протекает по территории Кандалакшскому району. Левый приток Нурмийоки.
Длина реки составляет 11 км. Площадь бассейна 34,6 км².
Берёт начало в озере на склоне горы Киэристельемявара-2. Протекает в северном направлении по болотистой местности. Впадает в Нурмийоки в 24 км от устья на высоте 262 метра над уровнем моря. Через реку перекинут автомобильный мост на автодороге Алакуртти—Куолаярви. Населённых пунктов на реке нет.

## Данные водного реестра
По данным государственного водного реестра России относится к Баренцево-Беломорскому бассейновому округу, водохозяйственный участок реки — Тенниёйоки. Речной бассейн реки — бассейны рек Кольского полуострова и Карелии.
Код объекта в государственном водном реестре — 02020020012102000007865.